# Grange dîmière d'Heurteauville
La Grange dîmière est un édifice situé à Heurteauville, en France.

## Localisation
Le monument est situé dans le département français de Seine-Maritime, quai de Seine.

## Historique
La grange est édifiée au XIIe siècle ou au XIIIe siècle et est alors dépendante de l'abbaye de Jumièges.
L'édifice est inscrit au titre des monuments historiques depuis le 27 décembre 1974.

## Architecture
L'édifice est en pierre calcaire et chaume, et la charpente est en chêne.
Les pignons possèdent des contreforts et des portes en ogive.